# دوروثي بورغ
دوروثي بورغ (بالإنجليزية: Dorothy Borg)‏ هي مؤرخة أمريكية، ولدت في 4 سبتمبر 1902 في Elberon, New Jersey ‏ في الولايات المتحدة، وتوفيت في 25 أكتوبر 1996 في نيويورك في الولايات المتحدة.